# Marché des Lices
Cet article traite du marché des Lices de Rennes. Un autre marché des Lices, se tient place des Lices à Vannes.
 (mai 2020).
Le marché des Lices est un marché d'agriculteurs producteurs, d'artisans transformateurs alimentaires et fleuristes, ayant lieu tous les samedis matin à Rennes depuis 1622 pour les premières traces, et 1965 dans sa forme moderne. 
Institution rennaise, il s'agit du troisième marché de France,, avec 290 producteurs et artisans ou commerçants non-producteurs, avec une fréquentation hebdomadaire estimée à 10 000 visiteurs.

## Localisation
Le marché a lieu place des Lices, au nord-ouest du centre-ville de Rennes. Il se répartit sur la place des Lices elle-même, mais aussi place de la Trinité, place Saint-Michel et partiellement place Rallier du Baty. Deux halles construites par Martenot sont également utilisées.

## Historique

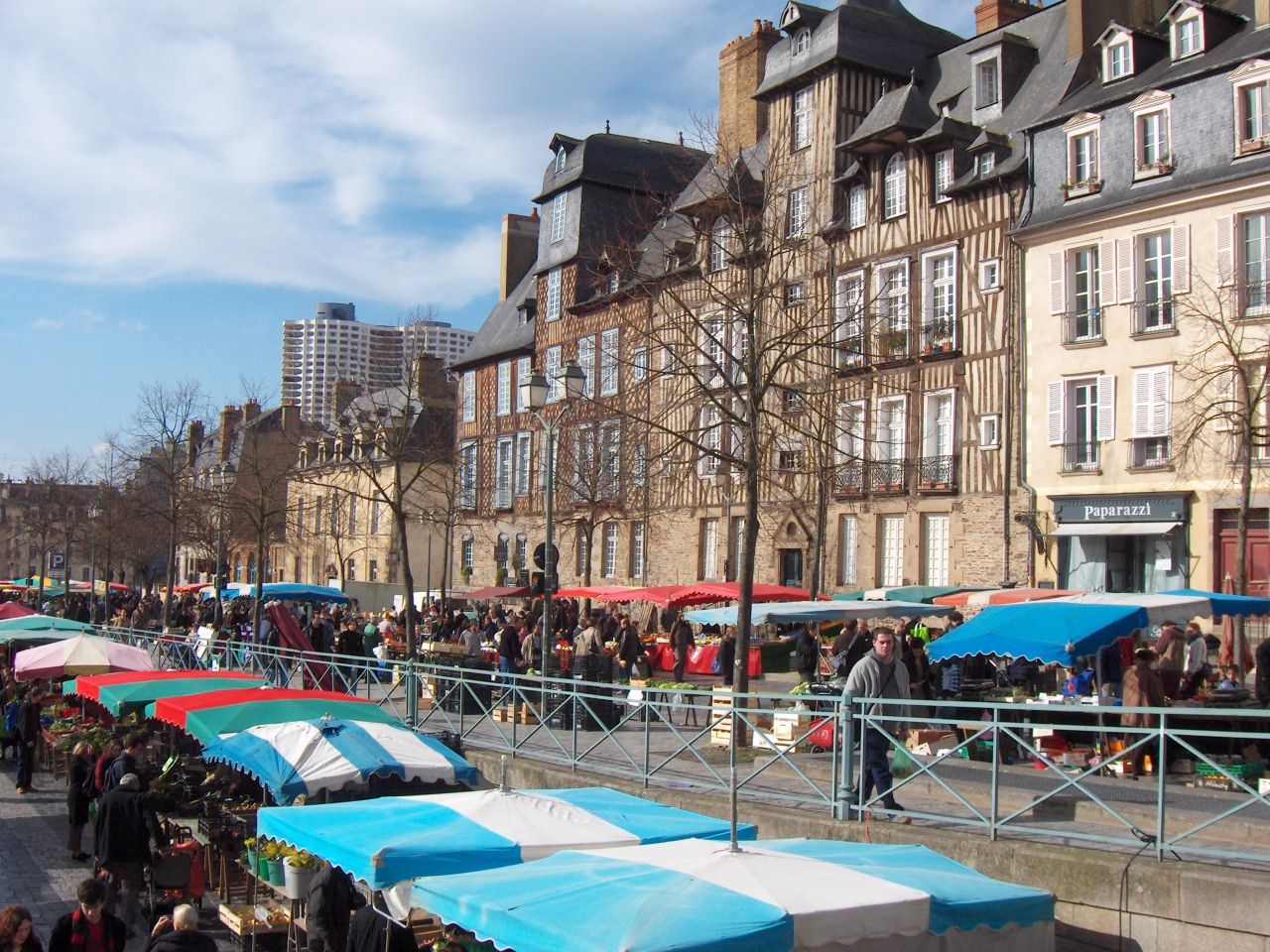
Le marché, bordé dans sa partie nord par les hôtels particuliers de la place.

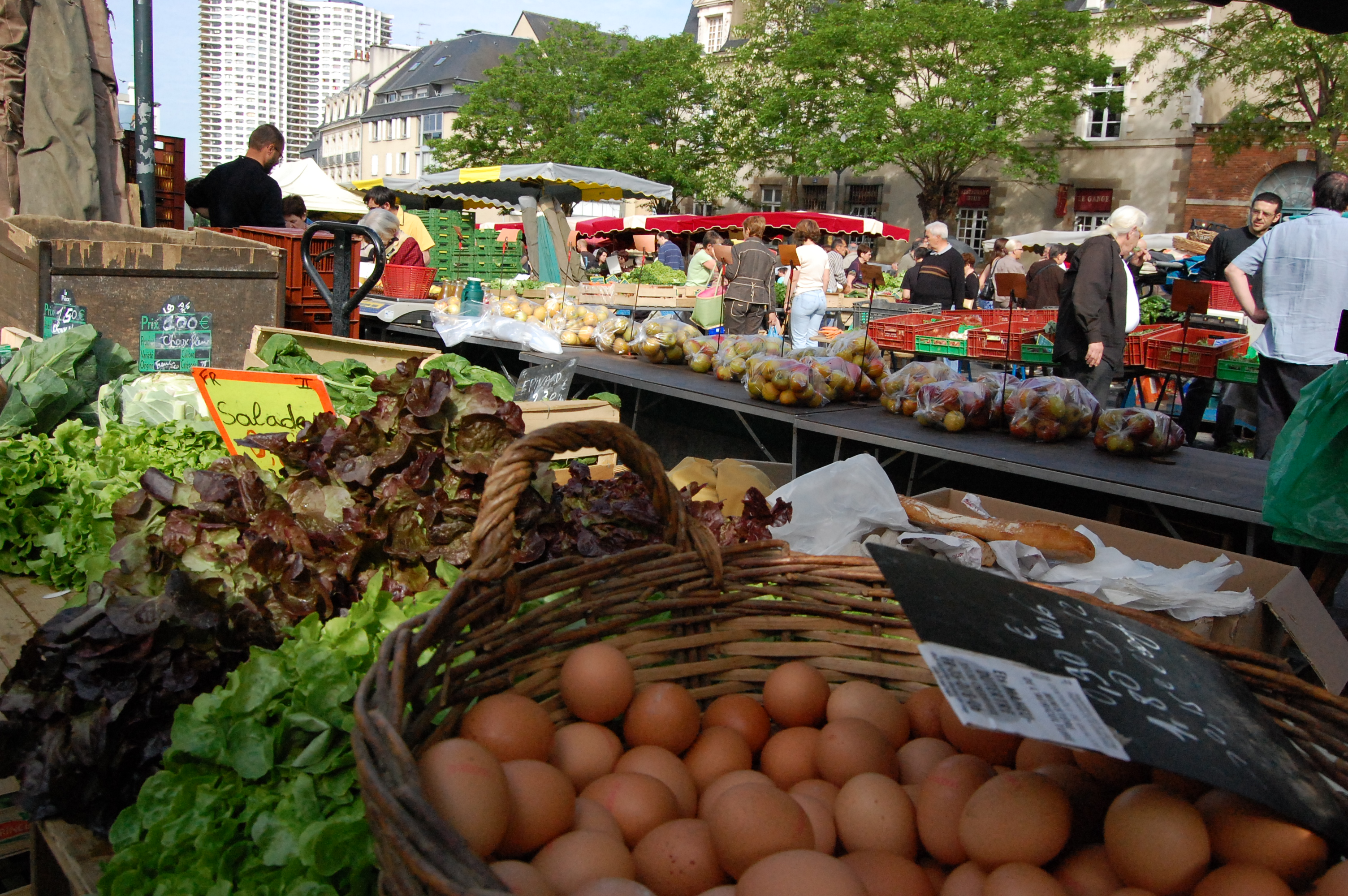
Ambiance du marché.

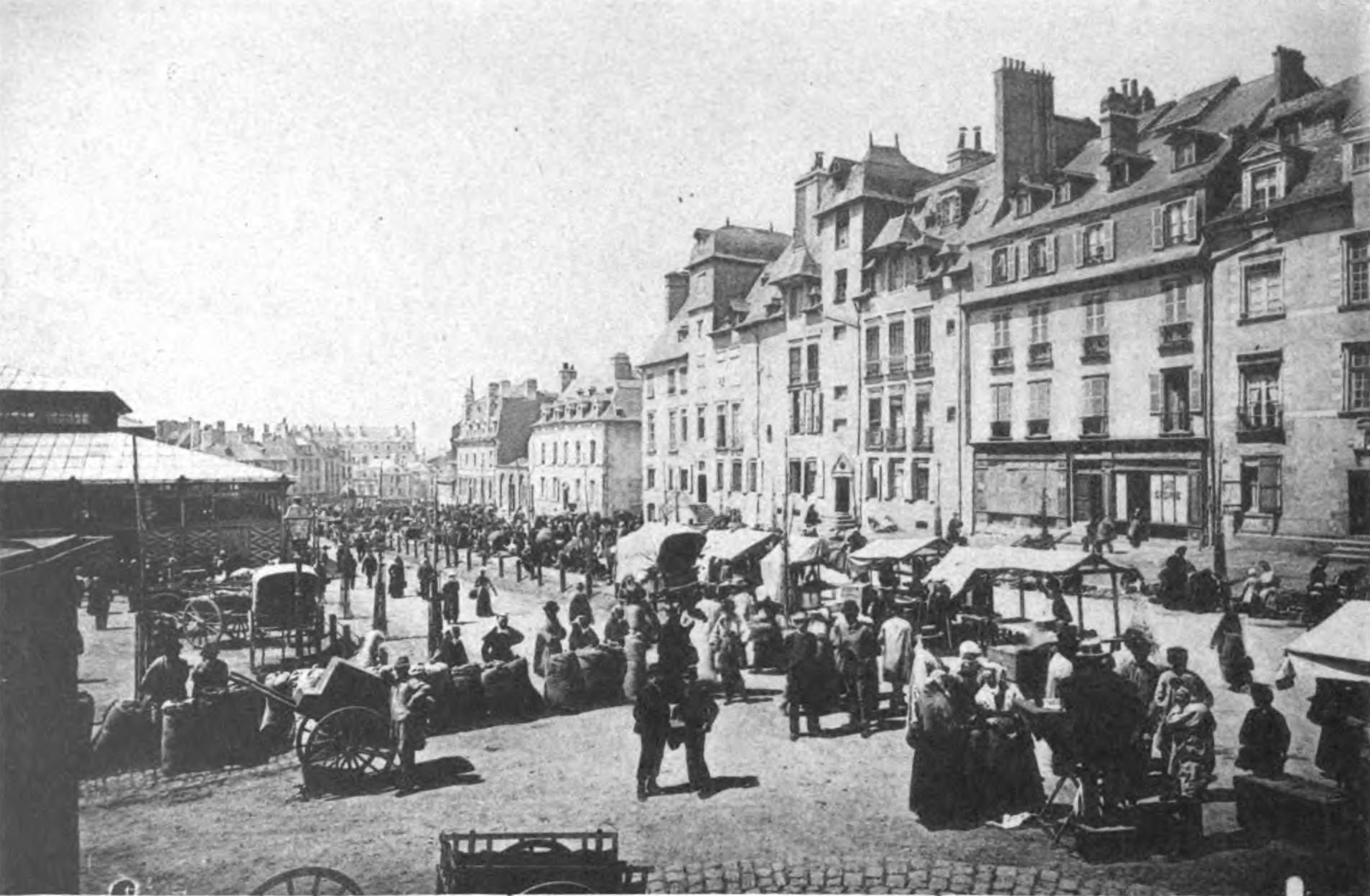
Le marché vers 1892.

La première trace d'un marché en bas de la place des Lices remonte à 1483.
L'implantation du marché sur les Lices, là où avaient lieu les joutes et les exécutions de la ville sous l'Ancien Régime, a lieu en 1622, lors de l'épidémie de peste,. La place ne perdra plus sa vocation commerciale par la suite : après l'épidémie, un marché au bois s'y installe, puis, en 1705, un marché aux volailles, amenant à la construction d'une halle pour les volaillers. Cette halle disparaît lors de l'incendie de 1720. L'agrandissement du marché aux producteurs et fermiers incite la municipalité à construire une nouvelle halle en 1733. Après la Révolution, le n°18 de la place des Lices est acquis par la ville pour installer son bureau des marchandises entrantes de la ville.
Plusieurs projets de construction d'une halle permettant d'accueillir le marché sont faits au cours de son histoire : lors des projets de reconstruction après l'incendie de Rennes en 1720 et en 1828 par décision municipale,. Ce dernier projet sera mené à bien : projetées en 1861, construites entre 1868 et 1871 sous la houlette de Jean-Baptiste Martenot, architecte en chef de la ville de Rennes, ces deux pavillons sont maintenant connus sous le nom de « Halles Martenot ». Le marché est alors quotidien pour le gros, et complété le samedi par le marché forain. Le marché ne cessant de grandir, une troisième halle, moins grande, est construite par Emmanuel Le Ray en 1907 pour les maraîchers et l'inspection sanitaire, à l'emplacement actuel des poissonniers.
En 1913, ce pavillon est raccordé à la halle Martenot la plus proche afin de constituer une vaste salle publique au détriment du marché. Entre 1950 et 1965, les halles ne servent plus qu'à abriter des événements publics (Quinzaine commerciale de l'Union du Commerce, expositions diverses, les premières Transmusicales). Le marché quant à lui n'est plus mentionné, bien que visiblement existant.
En 1965 est rouvert le marché du samedi matin, alors que les grandes-surfaces sont en plein essor. Parallèlement, la question du stationnement en centre-ville soulève de vifs débats quant à la préservation des halles. Aux élections municipales de 1977, opposant Henri Fréville à Edmond Hervé, cette question entre dans les débats. L'élection d'Edmond Hervé amène le marché et la place des Lices dans leur configuration actuelle : le pavillon de Le Ray est démoli dès 1987, puis un parking souterrain est construit à son emplacement en 1989, alors qu'une réorganisation générale des emplacements de vente a lieu.
Dès lors, afin de favoriser la concurrence, a lieu une réorganisation des étals par métiers. Cette réorganisation ne se fait pas sans protestations. Les halles rénovées, notamment la halle est, sont sollicitées pour des congrès ou des animations. Entre 1996 et 1997, les producteurs se voient déplacés de la halle pour permettre la tenue de ces animations le samedi matin. Après une campagne de protestations, la halle est désormais réservée au marché tous les samedis matin. Cela n'empêche pas d'éventuelles insatisfactions lors de changements temporaires dans les habitudes du marché. La crainte actuelle des marchands et des producteurs est de perdre la présence de nombreux petits artisans et exploitants, au profit de grands étals.
En décembre 2019, un système de plots est installé place du Bas des Lices visant à empêcher un éventuel attentat à la voiture-bélier.

## Le marché

### Fonctionnement

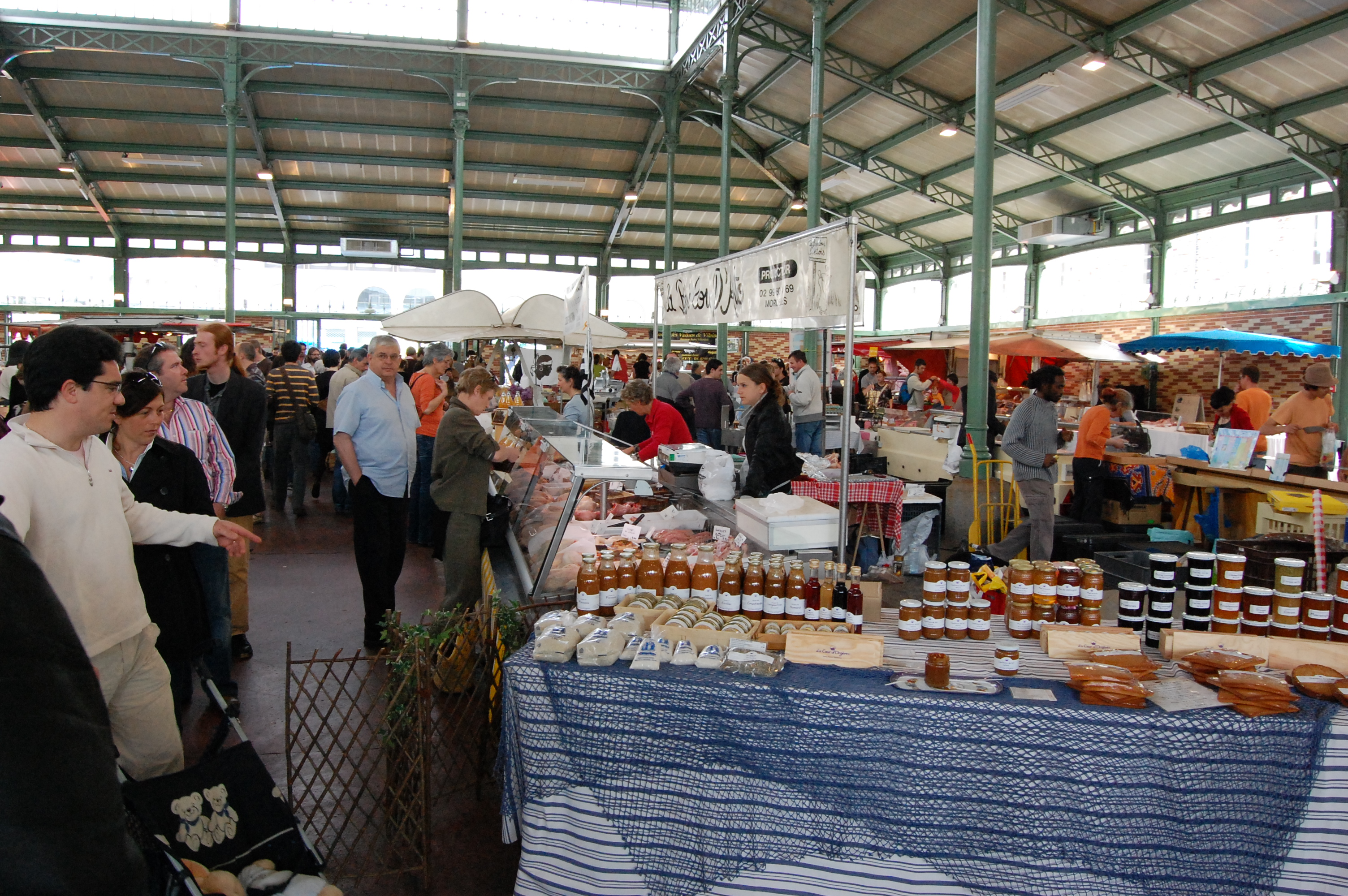
L'intérieur de la halle des producteurs (halle Martenot est).

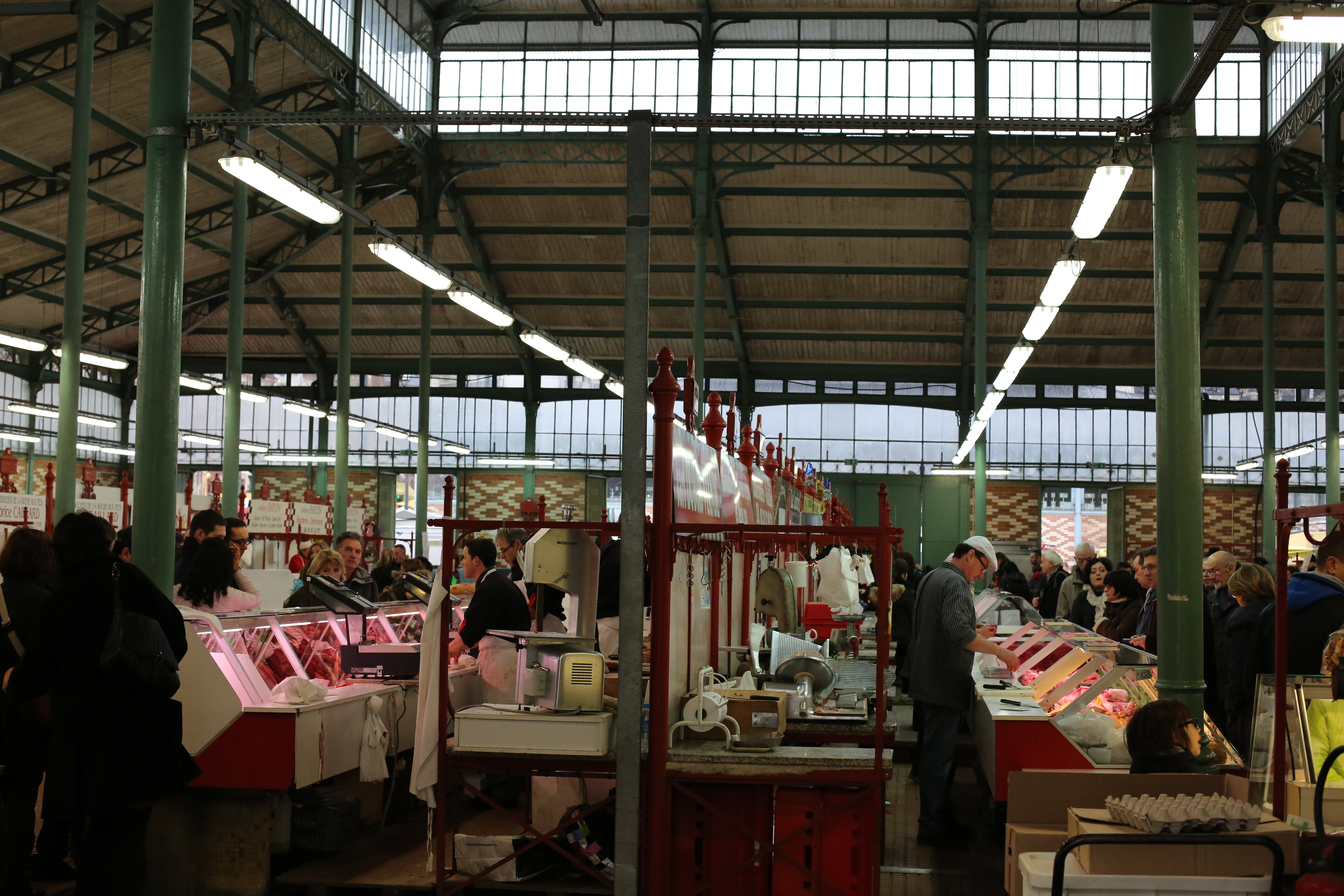
Intérieur de la halle aux viandes (halle Martenot ouest).

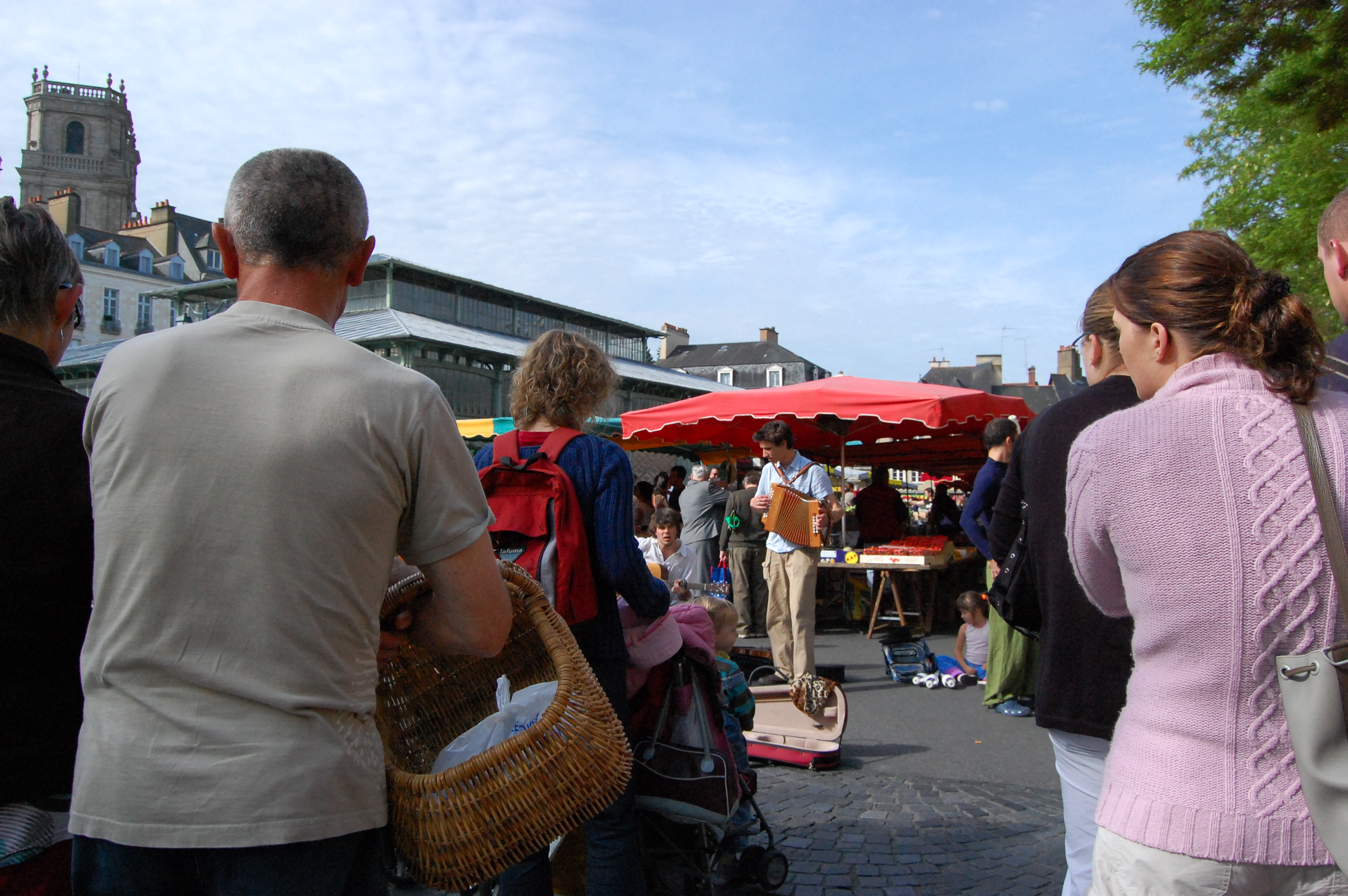
L'ambiance du marché est assurée par de nombreux musiciens.

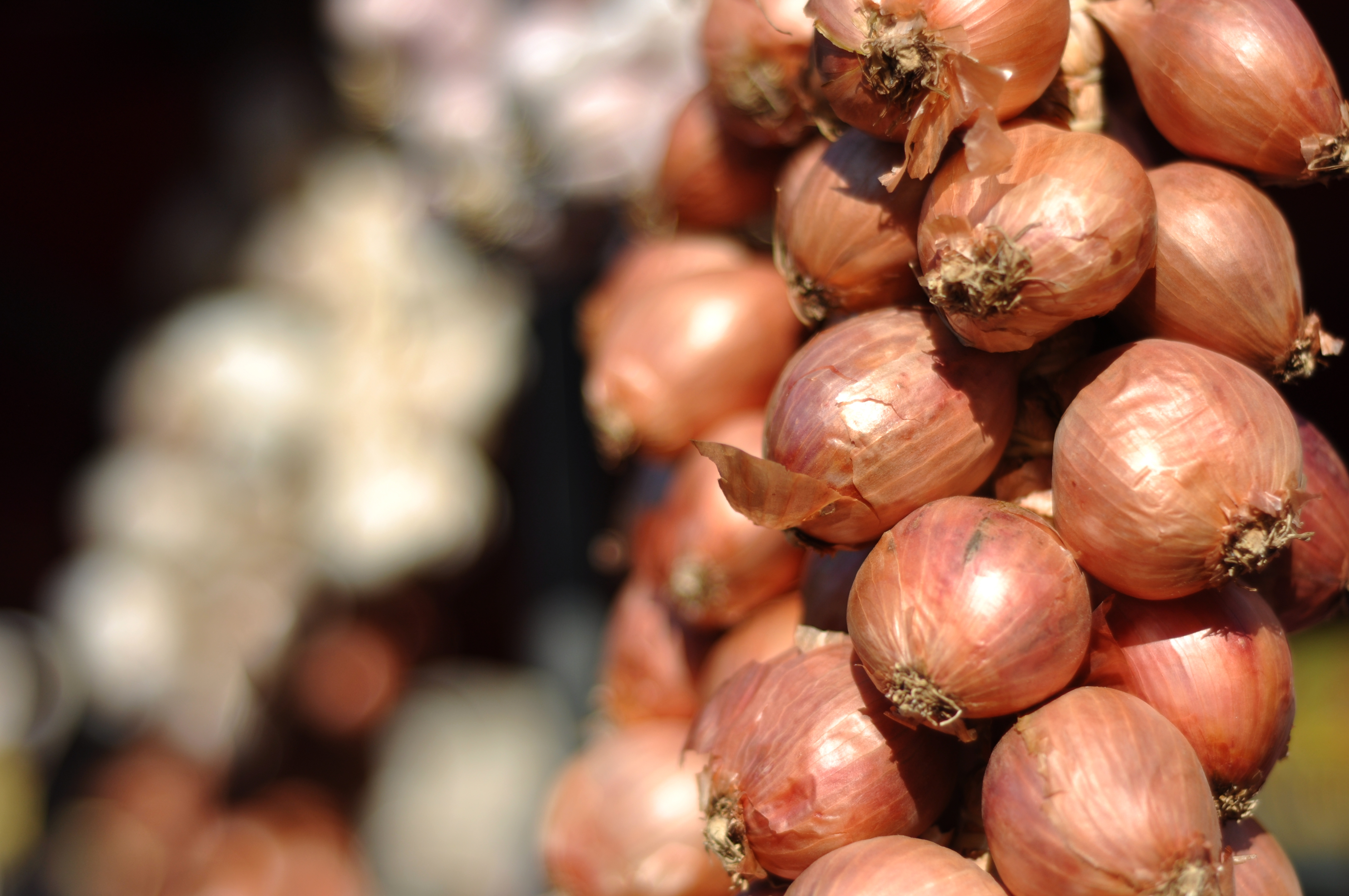
Oignons, un des produits proposés au Marché des Lices.

Le marché a lieu de 7h30 à 13h30 pour ce qui est des ventes. L’installation débute à 4 heures du matin, le démontage se terminant à 14h30 pour permettre les opérations de nettoyage. Pour cela, le stationnement est interdit sur la place de minuit à 16h30, les véhicules restants étant mis en fourrière. Les cafetiers et restaurateurs de la place ne mettent pas en place leurs terrasses durant la durée du marché.
Le marché dispose de 290 places permanentes, dont 42 emplacements en boucherie-charcuterie installés de manière permanente dans la halle Martenot basse. L’attribution des places est faite par la ville de Rennes, par le biais de la commission consultative du commerce non sédentaire, en fonction des places disponibles, de la nature de l’activité exercée, et de l’ancienneté de la demande. La commission, constituée de quinze membres, se réunit trois fois par an. Le placement sur le terrain et la perception des taxes est du ressort de la police municipale.
La disponibilité des emplacements fait l’objet d'un affichage public durant cinq semaines afin de permettre à chacun de préparer sa candidature. Il n’y a pas de commerce de vêtements, d’ameublement ou de quincaillerie dans l’enceinte du marché, les vingt emplacements pour le commerce non-alimentaire étant majoritairement occupés par les fleuristes, plus trois pour les démonstrateurs. Sept places sont réservées pour des commerçants « passagers », dont l’attribution est effectuée par tirage au sort entre 7h30 et 8 heures.

### Vendeurs et ambiances
Les différentes activités sont rassemblées par métiers : les bouchers-charcutiers dans la halle ouest (halle des bouchers) ; les traiteurs, fromagers, marchands de galettes et galettes-saucisses entre les halles (place de la Trinité) ; les fromagers, boulangers, artisans de produits de bouche, confiseurs, traiteurs asiatiques dans la halle est (halle des producteurs) ; les poissonniers sur la dalle du parking, à l'ancien emplacement du pavillon de Le Ray ; les maraîchers et fermiers producteurs de fruits et légumes sur l'ensemble de la place des Lices et les fleuristes sur la place Saint-Michel, débordant sur la place Rallier du Baty.
Bien que majoritairement du pays de Rennes, les vendeurs viennent de toute la Bretagne pour proposer leurs produits, et sont composés à 60 % de producteurs et d'artisans. Les spécialités du pays rennais, tel que la galette-saucisse, le melon petit-gris ou le coucou de Rennes sont bien entendu omniprésentes.
Le marché faisant partie de la vie de la ville, il n'est pas rare d'y croiser des musiciens, des danseurs, des enterrements de vie de célibataires, des candidats en période d'élections, des happenings politiques ou des pétitionnaires, des restaurateurs et chefs de la région venus faire leurs courses, etc. Il est également fréquent de trouver des gens proposant des chatons et hamsters, bien que cela soit interdit.
Le marché est une « institution rennaise », les touristes y sont donc également fréquents, des visites du marché étant même parfois organisées à la belle saison par l'Office de Tourisme.

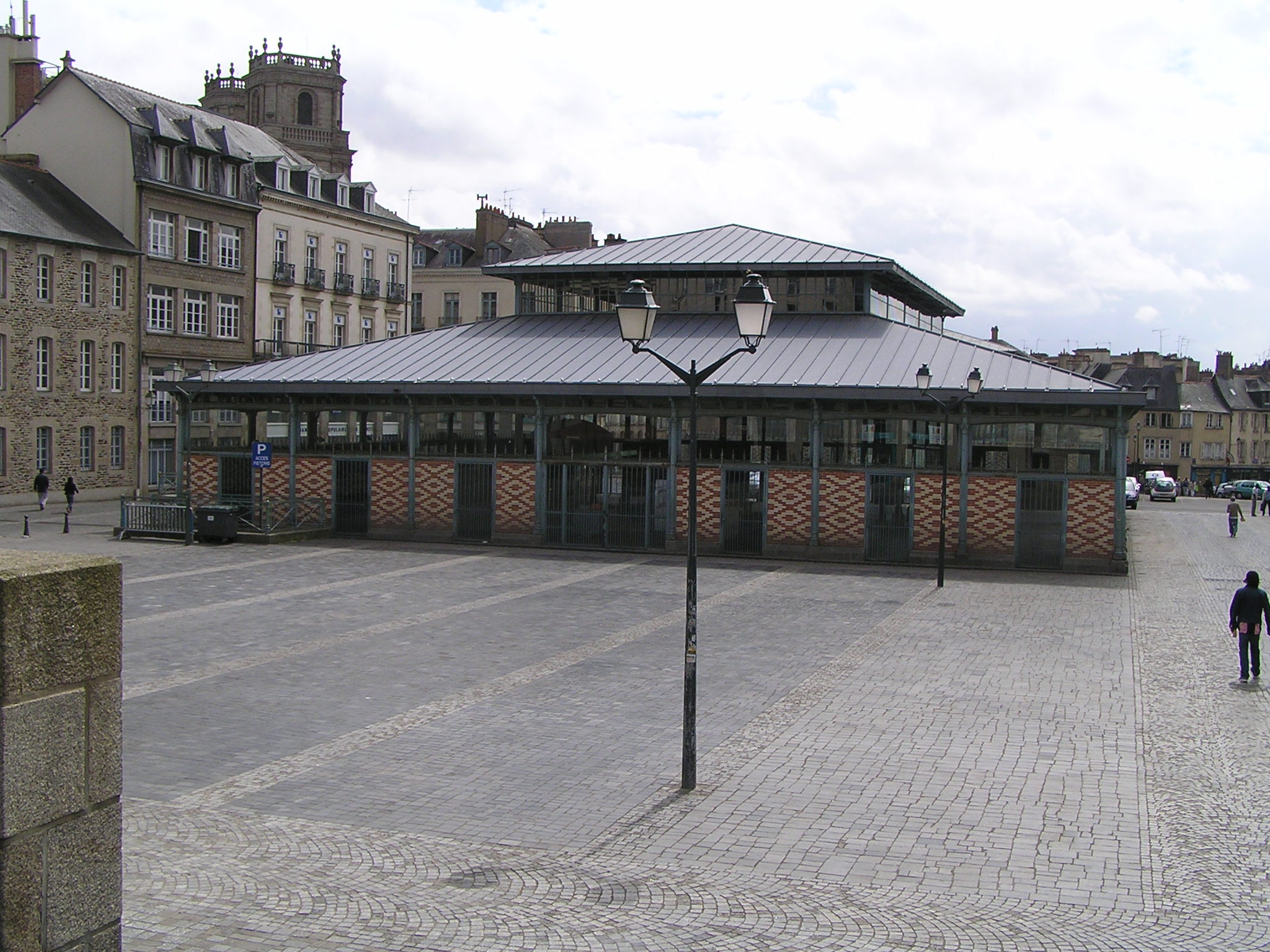
L'emplacement des poissonniers au premier plan, et la halle est, où ont lieu spectacles et congrès.
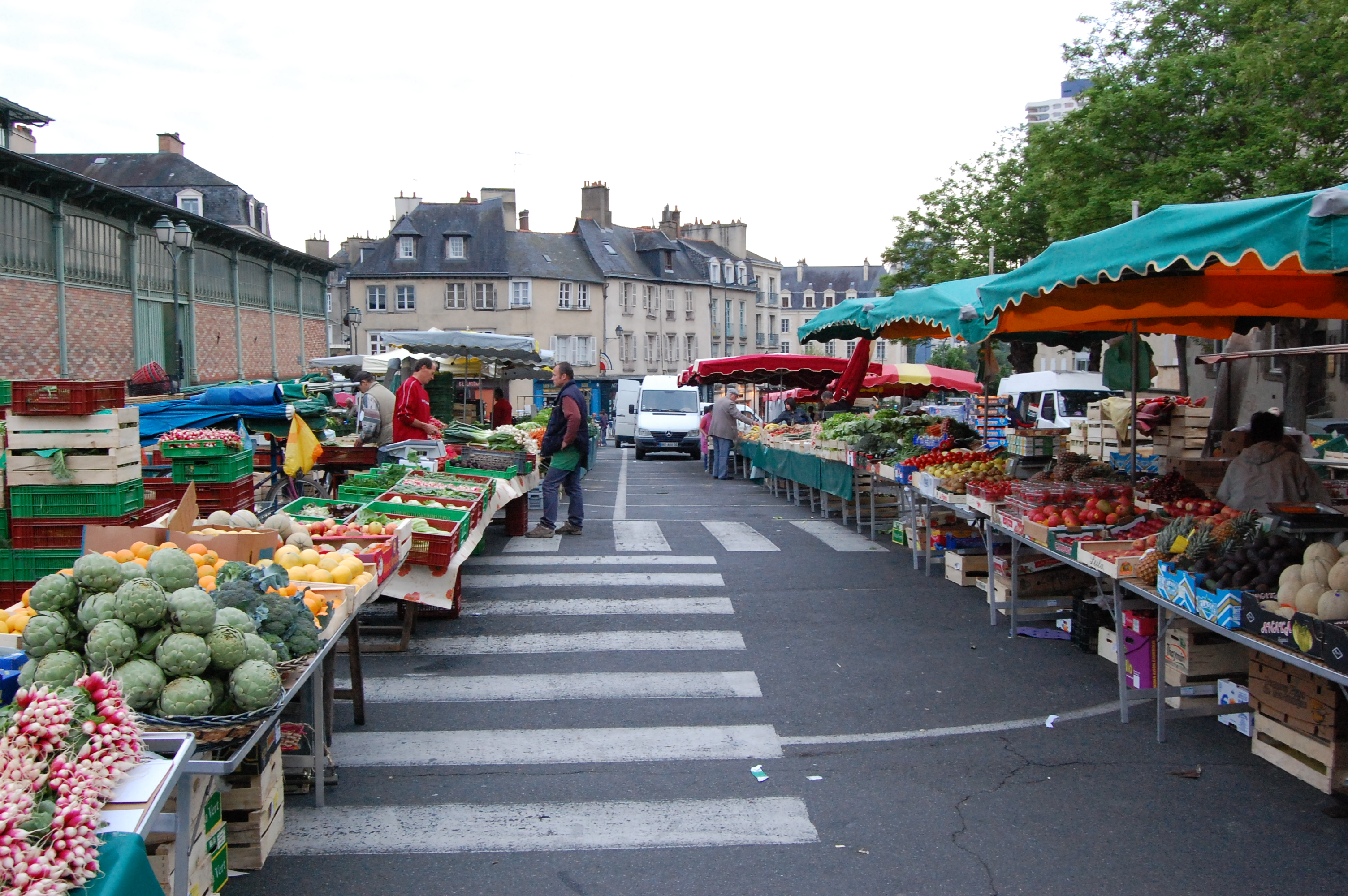
Mise en place, à 7h30 le matin.
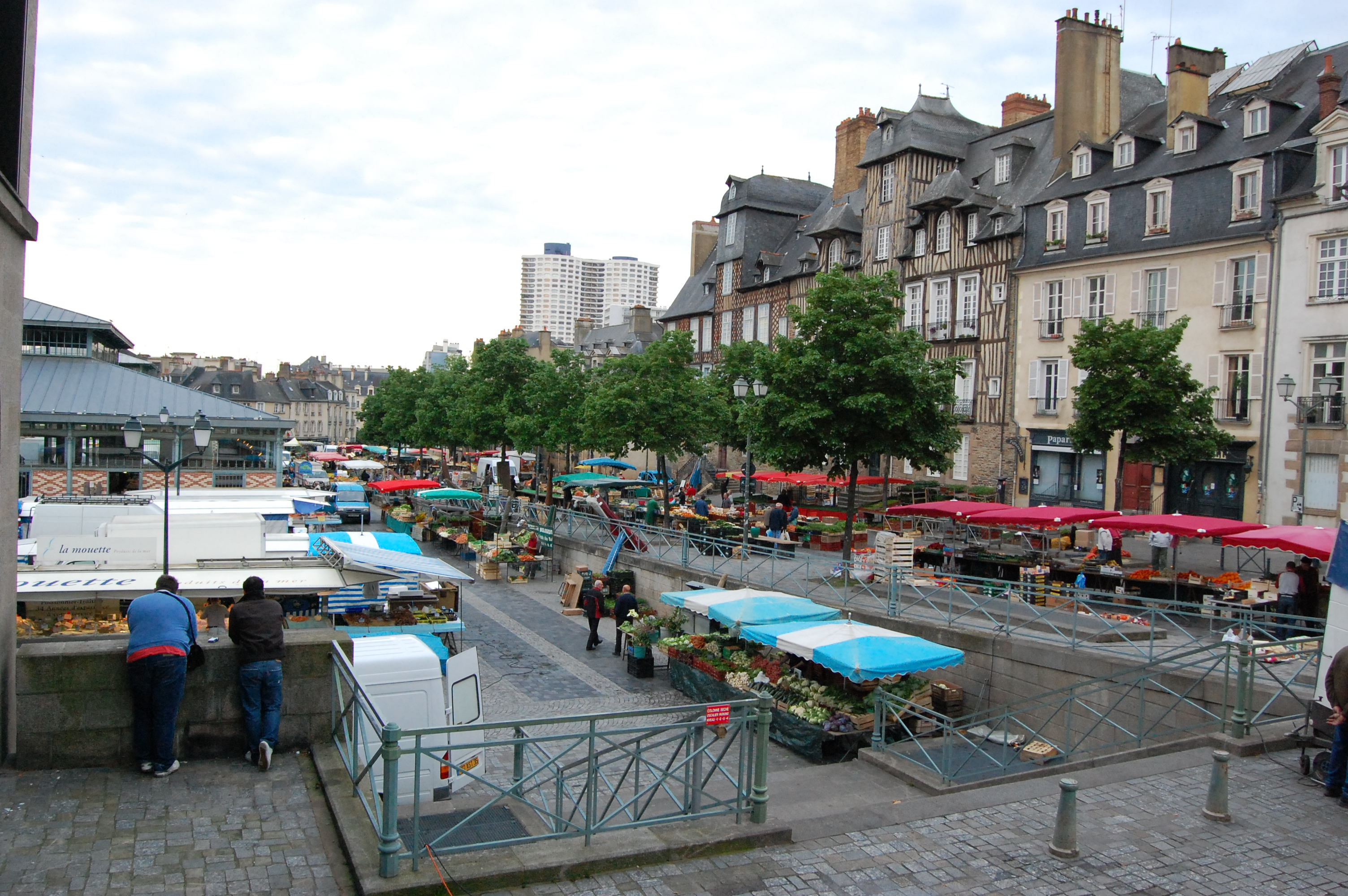
Mise en place, à 7h30 le matin.